# حسن صواری
حسن صواری (عربی: حسن صواري؛ زادهٔ ۲۴ دسامبر ۱۹۸۴) بازیکن فوتبال اهل مراکش است.
از باشگاه‌هایی که در آن بازی کرده‌است می‌توان به باشگاه فوتبال حسینیه اکادیر، باشگاه فوتبال حتی امارات، باشگاه فوتبال باکو، باشگاه فوتبال المپیک خریبکه، باشگاه فوتبال المپیک اسفی، و باشگاه فوتبال الرجا اشاره کرد.
وی همچنین در تیم ملی فوتبال مراکش بازی کرده‌است.